# Zuccheriera

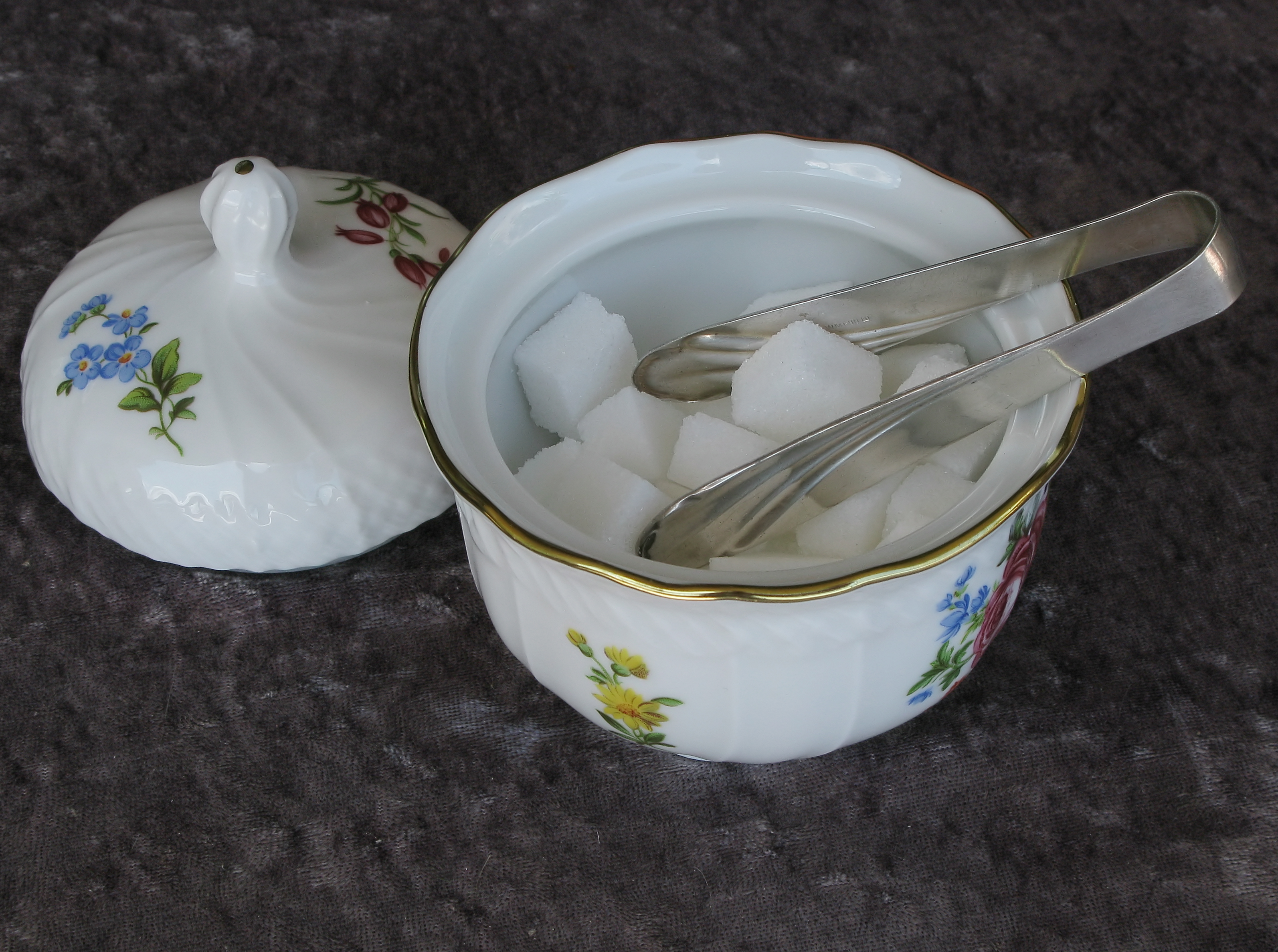
Zuccheriera in porcellana

La zuccheriera è un recipiente usato per contenere lo zucchero, utilizzata quando si devono addolcire bevande come il tè o il caffè. 

## Descrizione
La zuccheriera classica ha forma tondeggiante e panciuta, piccole dimensioni, con o senza manici, e un coperchio fornito di una tacca (incavo) per lasciare passare il manico del cucchiaio, e un pomolo per poterlo togliere. Se fa parte di un servizio da tè o da caffè ha le stesse forme, colori e decorazioni delle tazzine e della lattiera. I materiali con cui è costruita più comunemente sono la ceramica e il metallo, raramente vetro o legno, quelle preziose sono in porcellana, argento o peltro.

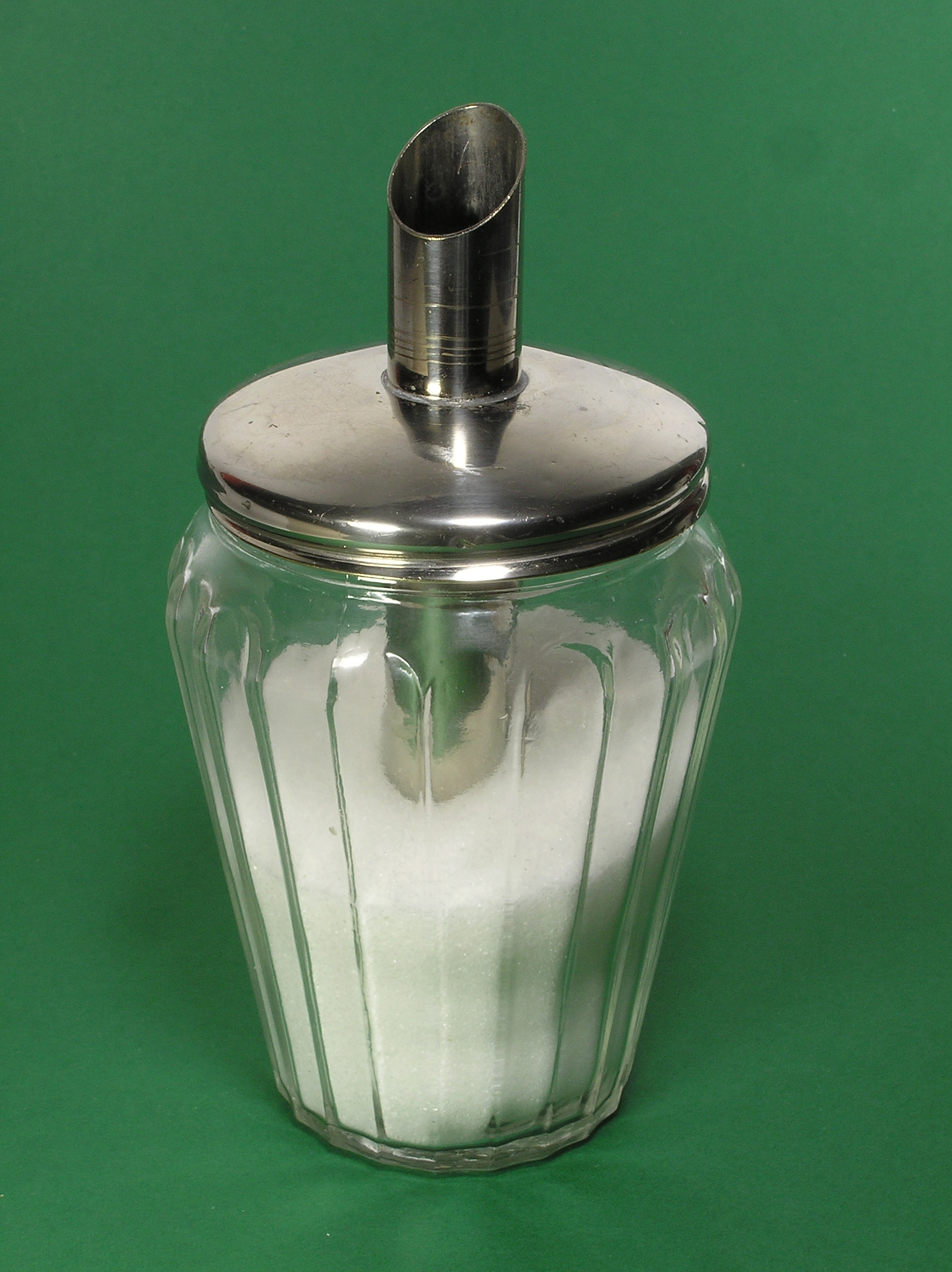
Zuccheriera monodose da bar

Per la ristorazione pubblica, come nei bar o nelle mense, vi è un modello di zuccheriera monodose, composta da un contenitore in vetro con coperchio metallico dotato di una cannuccia, che permette di versare lo zucchero senza che venga in contatto con le mani, anche se oggi viene soppiantata dalle bustine monodose.